# Artur Fischer

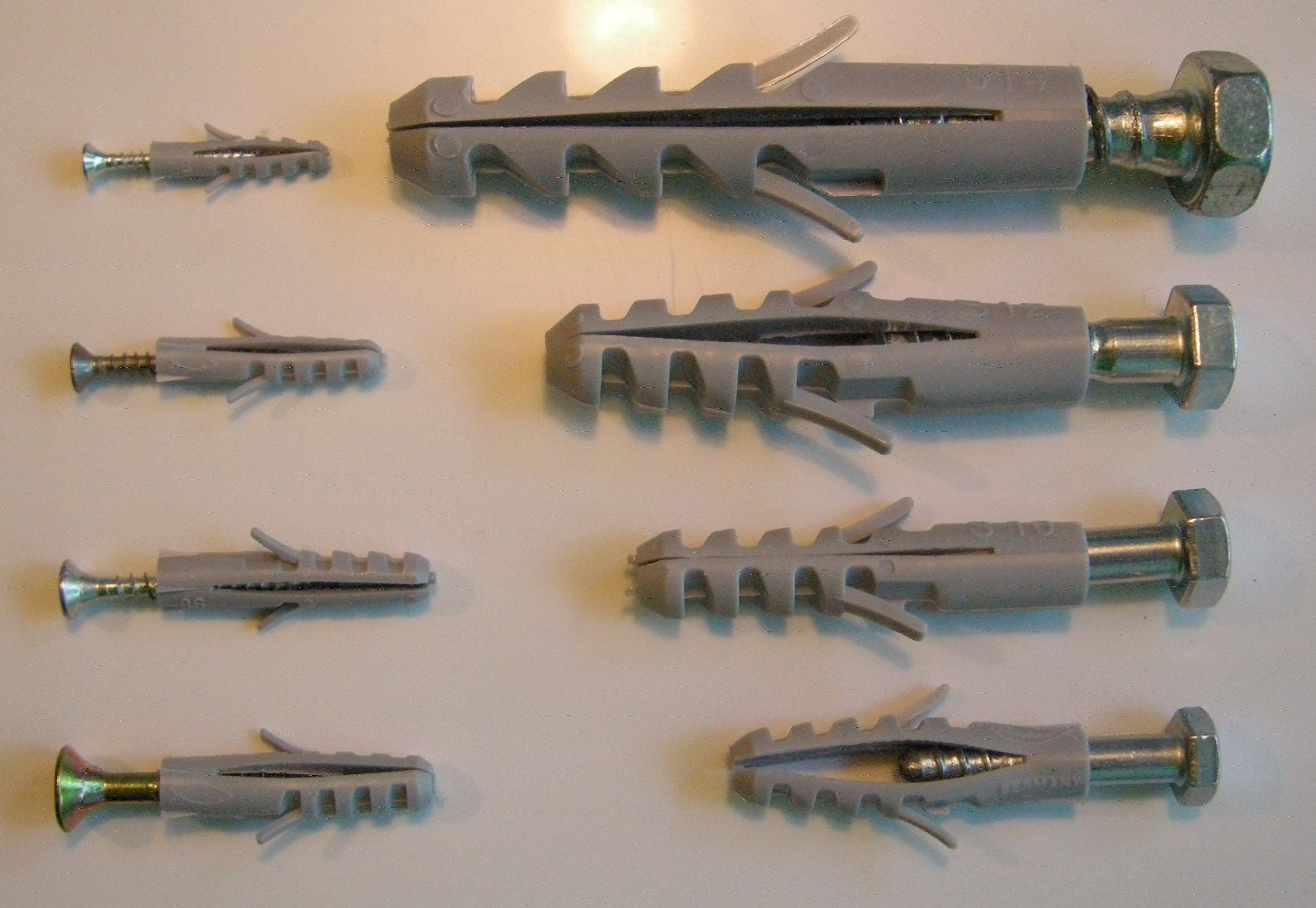
Nylon fischerpluggen in verschillende maten

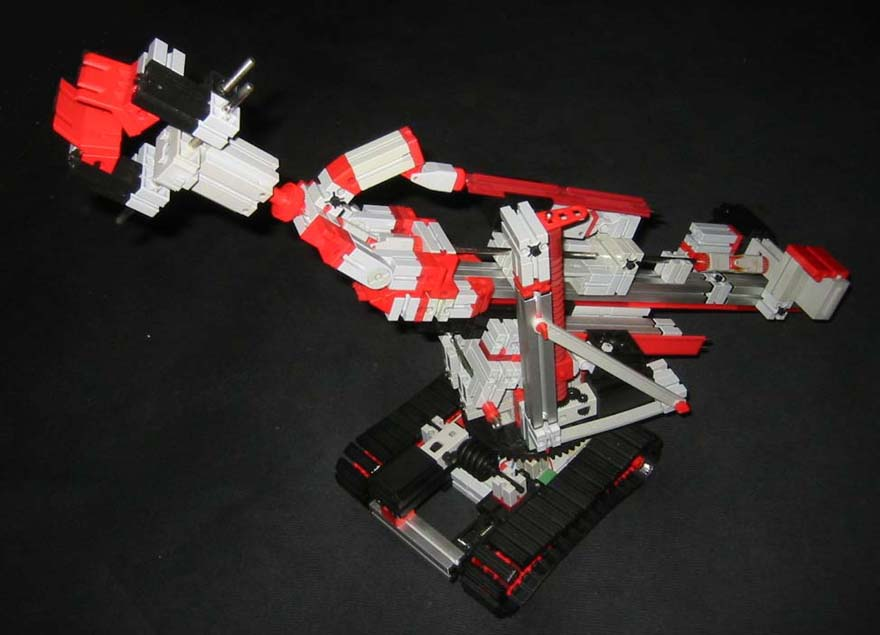
Model van fischertechnik

Artur Fischer (Waldachtal, 31 december 1919 – aldaar, 27 januari 2016) was een Duits uitvinder en industrieel. Hij was uitvinder van o.a. de kunststof muurplug. Hij heeft meer dan 1100 patenten op zijn naam.
In 2014 ontving hij de European Inventor Award in de categorie Winnaar Carrière (Europese ontdekkers die op langere termijn een bijdrage hebben geleverd aan hun expertisedomein en de maatschappij in het algemeen).

## Biografie
Artur wilde piloot worden en meldde zich vlak voor de Tweede Wereldoorlog bij de Wehrmacht. Hij werd echter afgekeurd, omdat hij slechts 1,66 m mat en geen middelbareschooldiploma kon laten zien. Hij werd vliegtuigmonteur.
Toen Fischer zijn in 1948 geboren dochter wilde laten fotograferen deed de fotografe die naar zijn huis was gekomen dat niet, omdat zij vreesde dat het ontsteken van het magnesiumlicht voor de foto brand zou veroorzaken. Fischer bedacht toen een eenvoudiger en praktischer flitslamp, die op het fototoestel kon worden gezet. Deze flitslamp werd door Agfa op de markt gebracht.
In 1958 verkreeg hij een patent op de plastic muurplug, die tegenwoordig in vrijwel elk huishouden gebruikt wordt. Dit is een kunststof deuvel die uitzet wanneer je er een schroef in draait. Twee weerhaken aan de plug voorkomen dat de plug met de schroef meedraait en dat de plug eenvoudig uit de wand getrokken kan worden.
In 1964 verkreeg hij een patent op constructiespeelgoed voor het bouwen van modellen: fischertechnik (met een kleine letter f).
Vanwege het succes met de wandplug richtte hij het fischerwerke (ook met een kleine f) imperium op, dat op dit ogenblik (2015) werk verschaft aan 4100 medewerkers en een omzet heeft van € 660 miljoen. De fabriek produceert speelgoed, bevestigingssystemen en kleine auto-onderdelen.